# Harmonia (mitologia)
Harmonia, na mitologia grega, a personificação da paz, harmonia e concórdia. Sua equivalente romana é a Concórdia. Ela serve como antítese da Éris, deusa da discórdia. Filha de Afrodite e Ares, representa o equilíbrio ideal vindo da união da deusa do amor e do deus da guerra. É esposa de Cadmo, com quem teve Ino, Polidoro, Autônoe, Agave, Sêmele e Ilírio.

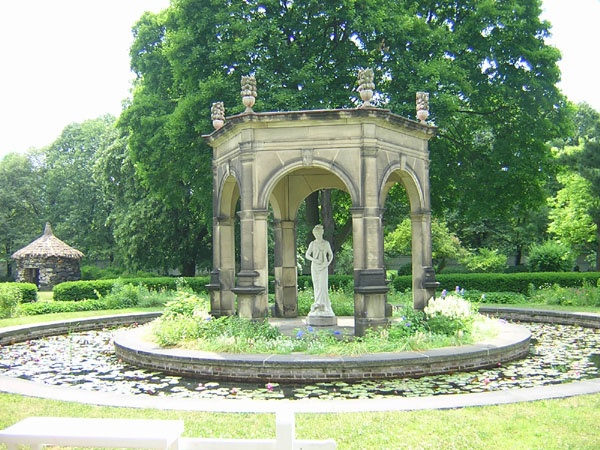
Estátua de Harmonia em Ambridge, Pensilvânia

Aqueles que descreveram Harmonia como de Samotrácia, relatou que Cadmo, em sua viagem para a Samotrácia, depois de ter sido iniciado nos mistérios, apaixonou-se por Harmonia, e a levou como sua companheira com ajuda de Atena. Quando Cadmo foi obrigado a parar em Tebas, Harmonia o acompanhou. Quando chegaram na tribo dos enquéleas, eles os assistiram em sua guerra contra os ilírios, e conquistou o inimigo.
Cadmo, em seguida, tornou-se rei dos enquéleas, mas depois foi transformado em uma serpente. Harmonia em sua dor pediu a Cadmo para ir até ela. Quando ela foi abraçada por Cadmo em forma de serpente numa piscina de vinho, os deuses transformaram-a em uma serpente, incapaz de suportar ver seu sofrimento.